# Cianobacteris
Els cianobacteris (Cyanobacteria, del grec κυανόs = blau + bacteri) són un fílum (o divisió) dels eubacteris que obté l'energia mitjançant fotosíntesi oxigènica.
Tradicionalment els ara anomenats cianobacteris rebien el nom d'algues blaves atenent a la seva ecologia i a la predominança d'aquest color, tot i que també es poden trobar representants de colors ben diversos. Aquesta denominació va ésser substituïda per cianòfits (literalment plantes blaves) o cianofícies (literalment algues blaves); posteriorment, en constatar que són filogenèticament bacteris, ja que són organismes procariotes, totes aquestes denominacions han estat substituïdes pel terme cianobacteri.
Actualment són els principals productors primaris del fitoplàncton dels oceans. S'han trobat vestigis fòssils de cianobacteris en roques d'uns 3.600 milions d'anys d'antiguitat, en estructures similars a les dels actuals estromatòlits. La seva capacitat de produir oxigen com a resultat de la seva acció fotosintètica, molt similar a la de les plantes, es creu que va ser la causa de la transformació de la primitiva atmosfera reductora en una atmosfera oxidant fa uns 2.000 milions d'anys. Aquest canvi va causar l'extinció de moltes formes de vida però, alhora, una explosió de biodiversitat.

## Estructura cel·lular

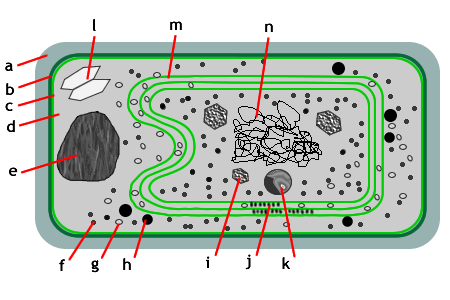
Estructura cel·lular d'un cianobacteri:
a. Membrana exterior
b. Capa de peptidoglicà
c. Membrana plasmàtica
d. Citoplasma
e. Grànul de cianoficina
f. Ribosoma
g. Grànul de glicogen
h. Cos lipídic
i. Carboxisoma
j. Ficobilisoma
k. Grànul de polifosfat
l. Vacúol gasífer
m. Tilacoide
n. Nucleoplasma

Les cèl·lules dels cianobacteris tenen unes mides de l'ordre de pocs micròmetres (µm) però són de 5 a 10 vegades més grans que les dels altres bacteris. Per sobre de la membrana plasmàtica tenen una paret cel·lular que està constituïda bàsicament per mureïna, un peptidoglicà.
Per sobre de la paret cel·lular sovint apareixen beines gelatinoses constituïdes per polisacàrids que poden arribar a ser molt gruixudes i, amb freqüència de colors groguencs o marronosos. Quan l'organisme és colonial aquesta beina envolta tota la colònia.
El citoplasma presenta dues zones no netament separades: el centroplasma i el cromatoplasma. El centroplasma, que es troba generalment al centre de la cèl·lula, conté el material genètic i mostra un color menys intens que la resta de la cèl·lula. El cromatoplasma, que correspon a la part pigmentada del citoplasma per la presència de pigments assimiladors. Els pigments no es troben mai inclosos a sistemes membranosos tipus plastidi però presenten unes estructures anomenades tilacoides que es formen a partir d'invaginacions de la membrana plasmàtica.
El cromatoplasma conté, entre altres substàncies i estructures. pigments i inclusions.
Els pigments dels cianobacteris són: clorofil·la a, el mateix tipus que trobem a les plantes; β-carotens, i ficobilines, que poden ser ficoeritrines (de color vermell) i ficocianines (de color blau). Aquests pigments també es troben als rodòfits i criptòfits, entre les algues. Als cianobacteris hi ha unes estructures típiques, els ficobilisomes, que es troben adherits a la part externa del tilacoide.
Tenen també inclusions citoplasmàtiques de diversos tipus: 
- Grànuls de substàncies de reserva, especialment de glicogen, cianoficina (una proteïna de reserva exclusiva d'aquest grup d'organismes) i de fosfat. Els grànuls que acumulen fosfat reben el nom de grànuls de volutina.
- Vacúols gasífers. Es troben principalment a cianobacteris planctònics. Són rígids i tenen una paret proteica i hidròfoba.
- Carboxisomes, cossos que, vistos al microscopi electrònic, presenten una secció més o menys polièdrica. Contenen importants quantitats de ribulosa-1,5-difosfat-carboxilasa (rubisco), un enzim clau del cicle de Calvin.

Els cianobacteris no presenten mai flagels de cap mena i la majoria no tenen moviment. Això no obstant, una bona part de les espècies filamentoses nues (sense beina o amb beina molt fina) i no ramificades que viuen sobre sediments presenten un tipus de moviment que els serveix per evitar ser colgats pel sediment que s'hi va dipositant. Es pensa que aquest moviment és degut a l'acció de microfibril·les que, fora de la paret de mureïna, estan enrotllades sobre el filament. La seva acció produeix ondulacions que, en interaccionar amb el substrat, són causa d'un moviment de rotació i, alhora, de translació.

## Diversitat morfològica
Tots els cianobacteris tenen un nivell d'organització cel·lular senzill, amb cèl·lules totipotents i sense especialitzacions cel·lulars en teixits. Tot i això, es poden trobar algunes cèl·lules especialitzades.
Els cianobacteris són unicel·lulars (i en aquest cas les cèl·lules solen ser esfèriques o el·líptiques) o bé multicel·lulars. En aquest darrer cas sempre es tracta d'estructures colonials. Les colònies poden tenir formes diverses (informes, globoses, laminars o filamentoses) i les cèl·lules poden estar immerses en mucílag, sense que hi hagi contacte entre elles, o bé unides entre elles. En aquest darrer cas és freqüent que formin cadenes anomenades tricomes que, juntament amb una beina mucilaginosa, constitueixen els filaments.
Les colònies filamentoses poden ser ramificades o linears. Quan presenten ramificacions, aquestes poden ser veritables, si hi ha una ramificació del tricoma, o falses, si el tricoma és lineal però el filament presenta ramificacions. Les ramificacions falses es poden originar quan una cèl·lula mor, de manera que les adjacents poden continuar el seu creixement i acabar trencant la beina. El nou tricoma formarà una ramificació aparent que, posteriorment, es cobrirà amb una nova beina mucilaginosa.
En alguns casos, les cèl·lules que estan en contacte es mantenen en comunicació mitjançant microplasmodesmes que travessen les seves parets transversals i permeten un contacte directe entre les membranes citoplasmàtiques i, possiblement, del mateix citoplasma.

## Cèl·lules especialitzades
Si bé les cèl·lules dels cianobacteris són totipotents, alguns cianobacteris presenten cèl·lules especialitzades a realitzar determinades funcions:
- Acinets, observables especialment als cianobacteris filamentosos. Són cèl·lules de resistència, preparades per sobreviure en condicions desfavorables del medi. S'originen per la transformació de cèl·lules vegetatives que comencen a acumular substàncies de reserva, especialment cianoficina, augmenten la seva mida i, alhora, la seva paret s'endureix i es fa més gruixuda. Els acinets són pobres en pigments i presenten microplasmodesmes que permeten que els arribin les substàncies nutritives des de les cèl·lules adjacents. Quan les condicions ambientals són bones, germinen i originen nous filaments.
- Heterocists, observables també a cianobacteris filamentosos. Són cèl·lules especialitzades que tenen la capacitat de fixar el nitrogen atmosfèric (N₂). Tenen les parets engruixides però, a diferència dels acinets, l'engruiximent és especialment visible a la part que limita amb les cèl·lules adjacents, on sovint es forma una protuberància (corpuscle polar). Els heterocists solen ser incolors i més petits que els acinets, i estableixen contacte amb les cèl·lules adjacents mitjançant microplasmodesmes. Tenen una funció relacionada amb la reproducció, ja que són cèl·lules que marquen punts de trencament del filament. En certs casos poden també actuar com a cèl·lules de resistència.

La diferenciació de les cèl·lules vegetatives en heterocists es produeix quan al medi no hi ha formes assimilables de nitrogen, per exemple nitrat. A l'inrevés, quan el medi és ric en compostos nitrogenats hi ha una "desespecialització" dels heterocists, que retornen a l'organització de les cèl·lules vegetatives normals. Hi ha organismes com ara els líquens i els pteridòfits que s'han associat als cianòfits per aquesta capacitat dels heterocists de fixar el nitrogen atmosfèric.
- Hormogonis: s'observen únicament als cianobacteris filamentosos i, generalment, amb beina. Són filaments curts i sense beina de cèl·lules vegetatives, amb els extrems arrodonits. Els hormogonis tenen la capacitat d'avançar mitjançant reptació i se separen del filament original per la mort d'una cèl·lula intercalar o necridi. En les condicions adequades generen un nou filament amb la beina corresponent, de manera que tenen finalitat reproductora.

## Fisiologia
Els cianobacteris presenten nombroses peculiaritats fisiològiques que els confereixen una gran plasticitat adaptativa. Tenen una gran resistència a l'assecament sense danys al citoplasma. Poden acumular substàncies tòxiques, el que fa que tinguin pocs enemics naturals que se les mengin. Es poden adaptar a concentracions de sals fluctuants (per exemple a les salines). La seva capacitat de fixar el nitrogen atmosfèric fa que puguin viure en aigües pobres en certs nutrients. Alguns cianobacteris poden resistir temperatures de fins a 70 °C i colonitzar així aigües termals. Força espècies presenten adaptació cromàtica, és a dir, modulacions en la síntesi dels pigments fotosintètics accessoris (ficoeritrina i, a alguns casos, ficocianina) per adaptar-se al color de la llum que els arriba. Poden fer diferents tipus de fotosíntesi: en condicions de manca de llum i presència de H₂S el fotosistema II s'inhibeix i realitzen la fotosíntesi anoxigènica característica dels altres bacteris, amb H₂S com a dador d'hidrogen.

### Fotosíntesi oxigènica
A diferència de la resta de bacteris fotosintètics, que només tenen el fotosistema I, els cianobacteris tenen, com les plantes, els fotosistemes I i II, i realitzen la fotosíntesi oxigènica, és a dir, amb alliberament d'O₂, ja que utilitzen l'aigua com a dador d'hidrogen.
Els cianobacteris són els primers organismes que en la història de la vida a la Terra presenten aquest tipus de fotosíntesi. La seva explosió evolutiva i ecològica durant l'Arqueà va originar un increment important d'O₂ a l'atmosfera terrestre, fet que va propiciar les condicions per a l'aparició del metabolisme aeròbic i la radiació dels organismes eucariotes.

### Fixació del nitrogen
Els heterocists, però també algunes cèl·lules vegetatives, poden fixar el nitrogen atmosfèric, N₂. Aquestes cèl·lules tenen només el fotosistema I, la part més primitiva de la fotosíntesi, que utilitzen per a donar electrons al sistema fixador de nitrogen. Com a producte, s'obté un aminoàcid, la glutamina, que passa a les altres cèl·lules a través dels microplasmodesmes.
La presència de cianobacteris lliures al sòl i a l'aigua pot representar, gràcies a aquesta capacitat, una aportació important de compostos nitrogenats, com passa, per exemple, als conreus d'arròs.

## Reproducció
La reproducció dels cianobacteris es realitza per diversos mecanismes, tots ells basats en la divisió cel·lular:
- Multiplicació vegetativa per bipartició (als cianobacteris unicel·lulars i colonials de creixement intercalar), escissió binària amb formació de septe (paret cel·lular intermèdia), fragmentació (als cianobacteris colonials) i divisió múltiple (també als cianobacteris colonials). La fragmentació es pot produir per la formació de necridis (cèl·lules que moren).
- Reproducció asexual per espores. Es presenta a pocs casos i les espores no són mai flagel·lades. Poden ser:
  - Endòspores (beòcits): l'interior d'una cèl·lula es divideix repetidament en un cert nombre d'unitats esfèriques iguals que queden lliures per ruptura de la paret externa. No estan relacionades amb les endòspores dels altres bacteris.
  - Exòspores: s'originen a partir d'una cèl·lula mare per gemmació a la part apical. La part escindida funciona com una espora amb capacitat d'originar un nou individu.

No es coneixen formes de reproducció sexual als cianobacteris, si bé s'ha descrit també recombinació genètica similar a la dels altres bacteris, sense plasmogàmia.

## Ecologia
Els cianobacteris són un grup d'organismes àmpliament distribuït per ambients molt diversos gràcies a les adaptacions fisiològiques que presenten.
Hi ha cianobacteris a:

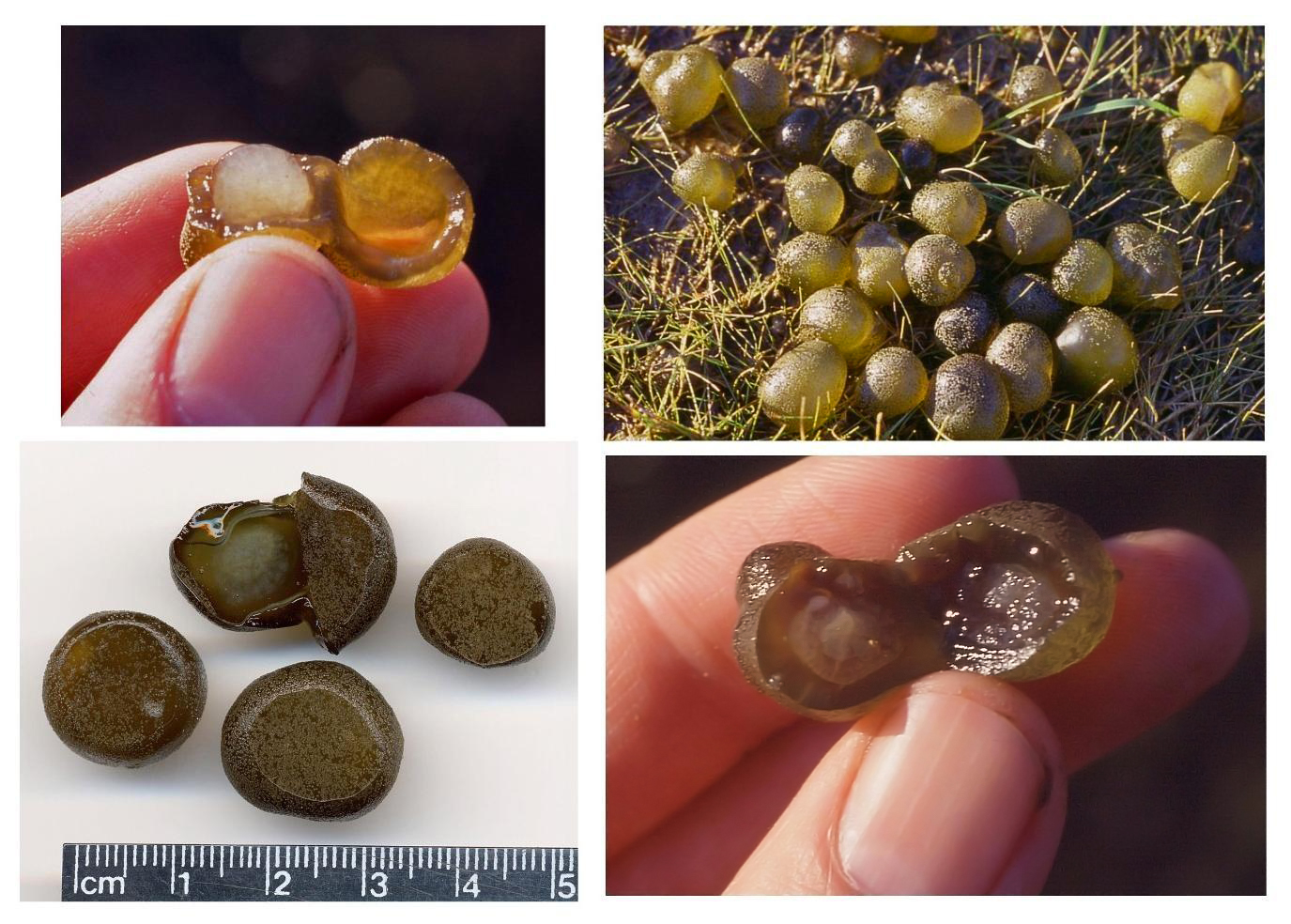
Colònies de Nostoc pruniforme

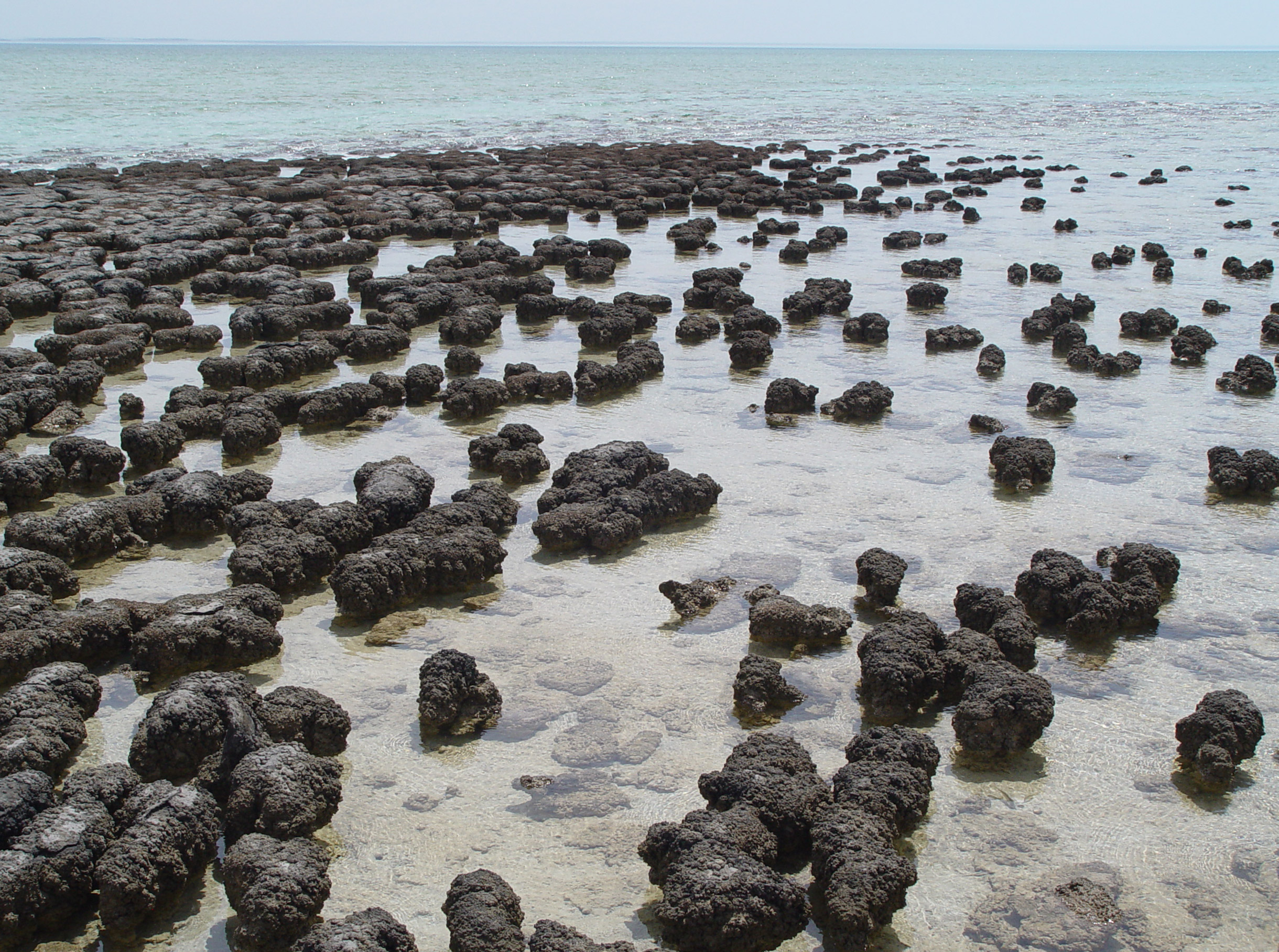
Estromatòlits moderns a Shark Bay, Austràlia.

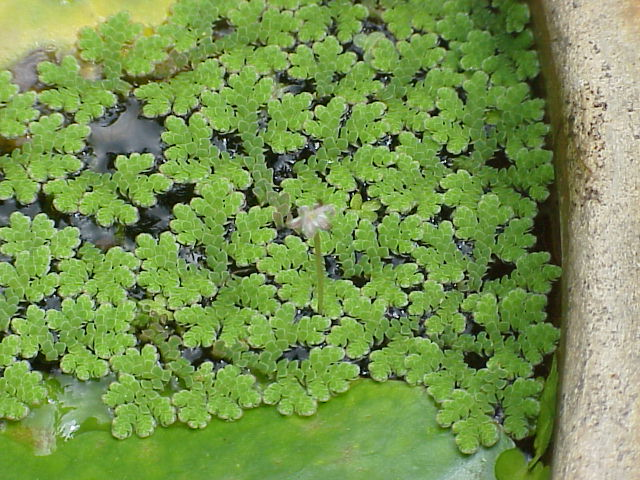
Azolla caroliniana, un pteridòfit aquàtic que viu en simbiosi amb cianobacteris del gènere Anabaena.

- Aigües corrents, on poden formar masses visibles a ull nu sobre pedres (per exemple colònies vermelloses de Rivularia, sobre el fang sedimentat a zones de corrent més lent i fins i tot sobre altres organismes com algues, molses o arrels submergides (Merismopedia, Chamaesiphon i Rivularia)
- Fonts i degotalls, ambients permanentment humits però no negats d'aigua, molt favorables al creixement de cianobacteris que formen taques sovint de colors aparents i aspecte mucilaginós (Gloeocapsa, Chroococcus).
- Fonts sulfuroses i termals. Els espais propers als raig de les fonts sulfuroses solen estar colonitzats per cianobacteris del gènere Oscillatoria, que també trobem a les fonts termals, juntament amb Anabaena.
- Plàncton d'aigües dolces, on diversos factors afavoreixen el creixement de cianobacteris i originar les anomenades flors d'aigua (algal blooms): un increment de nutrients provocat per la contaminació urbana o agrícola, sobretot relacionada amb un augment dels compostos de fòsfor (eutrofització); les disminucions temporals de la concentració de nutrients, principalment nitrogenats, que afavoreix el seu creixement en detriment d'altres organismes que no poden fixar el nitrogen atmosfèric. Hi trobem diferents espècies dels gèneres Merismopedia, Anabaena i Oscillatoria.
- Plàncton marí, tot i que a les aigües temperades és poc abundant.
- Maresmes i salines i, en general, zones poc profundes d'aigües salobres, solen tenir grans poblacions de cianobacteris, afavorits per la seva resistència a les fluctuacions a la concentració de sals. Entre d'altres, s'hi poden trobar espècies d'Anabaena, d'Oscillatoria i de Nostoc.
- Sòl, fins i tot a climes extrems. Els cianobacteris colonitzen tots els hàbitats terrestres, principalment sòls amb baixa densitat de plantes, la terra seca, pedres, troncs, tolls d'aigua de pluja, etc. Generalment hi ha la forma no vegetativa (espores, acinets) que es desenvolupa quan les condicions són favorables. Als deserts sovint formen crostes extenses que romanen inactives al llarg de la major part de l'any i que creixen només durant els breus períodes de pluges. Són també comuns al sòl dels hivernacles. En són exemples les abundants colònies de Nostoc, sovint resseques però que s'hidraten amb la pluja, Anabaena, Gloeocapsa i Chroococcus.
- Simbiosi amb altres organismes, per exemple líquens (Peltigera), hepàtiques (Blasia), pteridòfits (Azolla), plantes (Cycas), protists o esponges. A tots aquests casos, l'organisme amb el qual s'associa aprofita la seva capacitat fotosintètica o bé la de fixació de nitrogen, la qual cosa els permet viure a ambients pobres en aquest nutrient.

Els estromatòlits són estructures sedimentàries litificades que es formen per l'acció de microorganismes, en especial cianobacteris, que atrapen, sedimenten i cimenten minerals fins a originar roques formades per capes superposades. Es coneixen estromatòlits fòssils des de l'Arqueà.

## Relació amb els cloroplasts
|  | Prochlorococcus |
|  |                 |
|  | Synechococcus   |
|  |                 |

|  | plastidis              |
|  |                        |
|  | resta de cianobacteris |
|  |                        |

|  | Prochlorococcus |
|  |                 |
|  | Synechococcus   |
|  |                 |

|  | plastidis              |
|  |                        |
|  | resta de cianobacteris |
|  |                        |

|  | Prochlorococcus |
|  |                 |
|  | Synechococcus   |
|  |                 |

|  | plastidis              |
|  |                        |
|  | resta de cianobacteris |
|  |                        |

|  | Prochlorococcus |
|  |                 |
|  | Synechococcus   |
|  |                 |

|  | plastidis              |
|  |                        |
|  | resta de cianobacteris |
|  |                        |

|  | Prochlorococcus |
|  |                 |
|  | Synechococcus   |
|  |                 |

|  | plastidis              |
|  |                        |
|  | resta de cianobacteris |
|  |                        |

|  | Prochlorococcus |
|  |                 |
|  | Synechococcus   |
|  |                 |

|  | plastidis              |
|  |                        |
|  | resta de cianobacteris |
|  |                        |

|  | Prochlorococcus |
|  |                 |
|  | Synechococcus   |
|  |                 |

|  | plastidis              |
|  |                        |
|  | resta de cianobacteris |
|  |                        |

|  | Prochlorococcus |
|  |                 |
|  | Synechococcus   |
|  |                 |

|  | plastidis              |
|  |                        |
|  | resta de cianobacteris |
|  |                        |

Els cianobacteris són anomenats a vegades "cloroplasts de vida lliure", atenent les proves basades en les semblances estructurals i genètiques que mostren que els cloroplasts de les cèl·lules vegetals es van originar a partir de cianobacteris primitius per endosimbiosi. Els cloroplasts es troben a les plantes verdes, que contenen clorofil·la b, així com a les algues vermelles i els glaucòfits, espècies marines que contenen ficobil·lines. Sembla que tots aquests cloroplasts es van originar a partir d'un ancestre i que altres algues van adquirir els cloroplasts a partir d'aquests grups per endosimbiosi secundària o ingestió.

## Classificació
La classificació dels cianobacteris està en revisió. De totes maneres, si bé tradicionalment s'havien classificat com la divisió (o el fílum) cianòfits dins la taxonomia de la botànica, actualment es consideren un grup dins el domini dels bacteris.
La classificació habitual en cinc seccions, I-V, no sembla tenir el suport d'estudis filogenètics. Si bé els dos darrers grups -nostocals i estigonematals- són monofilètics, els tres primers -croococcals, pleurocapsals i oscil·latorials- són polifilètics.
- Els membres del grup dels croococcals són unicel·lulars i solen agregar-se formant colònies o pseudofilaments. El criteri taxonòmic clàssic per a la seva classificació ha estat la morfologia del pla de divisió cel·lular. A aquest grup pertanyen els gèneres Gloeocapsa, Merismopedia o Chroococcus.
- A les pleurocapsals, les cèl·lules, també solitàries o en agregats pseudoparenquimàtics o pseudofilamentosos, tenen la capacitat de formar espores internes (beòcits), que són alliberades en trencar-se la paret de l'esporangi. Inclou organismes que vieun fixes sobre els substrats més variats, com Pleurocapsa, Hydrococcus i Dermocarpa.

Les tres seccions restants corresponen a cianobacteris filamentosos, amb tricomes veritables:
- A les oscil·latorials les cèl·lules es troben arranjades de manera lineal i no formen cèl·lules especialitzades. El tricoma, sense ramificació o amb falses ramificacions, es pot fragmentar en hormogonis. El gènere més representatiu és Oscillatoria, però també són dins aquest grup Arthrospira (amb el tricoma helicoidal) i Lyngbya.
- Les nostocals estan formades per tricomes que presenten amb certa freqüència falses ramificacions. Tenen la capacitat de desenvolupar heterocists en certes condicions ambientals. Es reprodueixen per fragmentació del tricoma, acinets o per hormogonis. Inclouen, entre d'altres, els gèneres Nostoc, Anabaena, Scytonema i Rivularia.
- Les estigonematals també tenen la capacitat de formar heterocists, i inclouen espècies amb ramificacions veritables del tricoma. La seva beina és molt aparent i sobre ella hi poden haver diverses capes mucilaginoses gruixudes. Stigonema és el principal representant del grup.

La major part dels tàxons inclosos a la divisió Cyanobacteria no han estat encara publicats per l'International Code of Nomenclature of Bacteria exceptuant els casos següents, que inclouen també els organismes anteriorment classificats a la divisió procloròfits (dades del 2003,):
- Les classes Chroobacteria, Hormogoneae i Gloeobacteria
- Els ordres Chroococcales, Gloeobacterales, Nostocales, Oscillatoriales, Pleurocapsales, Prochlorales i Stigonematales.
- Els gèneres Halospirulina, Planktothricoides, Prochlorococcus, Prochloron, Prochlorothrix.

## Aplicacions i riscos per a la salut

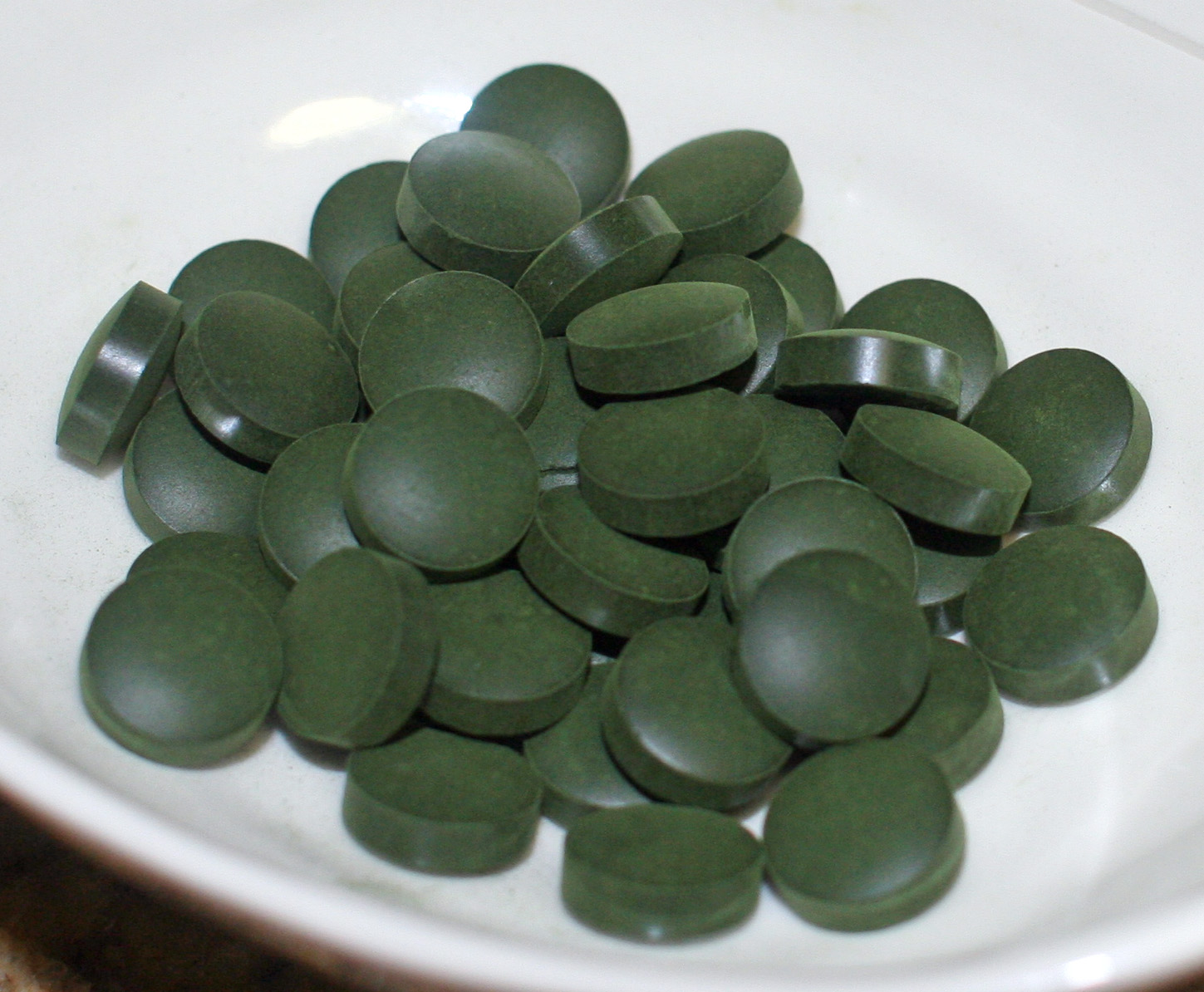
Comprimits d'espirulina

Alguns cianobacteris produeixen cianotoxines com l'anatoxina-a, anatoxina-as, aplisiatoxina, cilindrospermopsina, àcid domoic, microcistina LR, nodularina R (de Nodularia), o saxitoxina.
Almenys un metabolit secundari produït per organismes d'aquest grup, la cianovirina, ha demostrat tenir activitat anti-HIV.
El cianobacteri unicel·lular Synechocystis sp. PCC 6803 ha estat el primer organisme fotosintètic del qual es va seqüenciar el genoma complet (1996, Kazusa Research Institute, Japó); es tracta d'un important organisme model per a estudis científics.
Alguns cianobacteris s'utilitzen per a la producció d'aliment. En són exemples notables Aphanizomenon flos-aquae i Arthrospira platensis (espirulina en pols). Fins i tot s'ha suggerit que podrien formar part, d'una manera molt significativa, de la dieta humana.
També n'hi ha que produeixen neurotoxines, hepatotoxines, citotoxines i endotoxines, de manera que poden representar un perill per a la salut dels éssers humans i d'altres animals.
També poden fer-se servir com a adobs, alimentació en cultures occidentals o per al bestiar.